# 1777년 1월 3일 프린스턴 전투에서 머서 장군의 죽음
1777년 1월 3일 프린스턴 전투에서 머서 장군의 죽음(영어: The Death of General Mercer at the Battle of Princeton, January 3, 1777)은 미국 화가 존 트럼불의 유화 작품 제목으로, 미국 독립 전쟁 중 1777년 1월 3일 금요일 프린스턴 전투에서 미국 장군 휴 머서가 사망하는 모습을 묘사한 것이다. 이 그림은 트럼불의 첫 번째 미국 전쟁 승리 묘사 작품이다. 이 작품은 독립선언 및 1776년 12월 26일 트렌턴에서 헤센인 포획을 포함한 전쟁에 관한 일련의 역사화 중 하나이다.
작가는 1835년 예일 대학교에서 전시된 자신의 작품 목록에서 다음과 같이 썼듯이 이 그림에서 조지 워싱턴 장군에 대한 깊은 존경심을 표현했다.
| “ | 그리하여 아흐레라는 짧은 시간 안에 광활한 국토, 즉 온전한 주가 수적으로, 무기로, 규율로 우월한 승리한 적의 손에서 한 위대한 정신의 지혜, 활동, 에너지로 빼앗겼다. | ” |

이 작품은 트럼불 자신이 개인적으로 가장 좋아하는 작품이었다. 벤저민 실리먼이 예일 대학교 트럼불 갤러리에서 파괴될 위기에 처한 그림들 중 어떤 것을 구할 것인지 물었을 때, 그는 이 작품을 지목했다.
트럼불은 장군의 아들인 휴 주니어를 그림의 모델로 사용했다.

## 묘사
이 그림은 여러 다른 전투 사건들이 동시에 일어나는 것처럼 보여준다.
중앙에는 죽은 말 아래에 있는 미국 장군 휴 머서가 치명상을 입은 채 묘사되어 있다. 머서는 프린스턴 프린스턴 근처에서 영국군 중령 찰스 모후드의 공격을 받았을 때 대륙육군의 선봉 부대를 지휘하고 있었다. 머서의 말은 죽고 그는 두 명의 척탄병에게 공격받았다. 이 순간 영국군이 전투를 장악하고 있었다. 머서는 다음날인 1월 4일에 벤저민 러시 박사의 치료를 받았지만, 머리 부위에 총 개머리판으로 인한 뇌진탕 때문에 1월 12일에 사망했다고 러시 박사는 믿었다.
왼쪽에는 미국인 다니엘 닐이 그의 대포에 총검으로 찔려 있는 모습이 묘사되어 있다. 대니얼 닐 대위는 포병 대장이었고 1776년 3월 1일 녹스 대대의 동부 뉴저지 포병대에서 대위-중위로 독립 전쟁에 참전하기 시작했다. 그는 1776년 5월 9일 대위로 임명되었다. 닐 대위는 영국군으로부터 여러 차례 칼에 베여 전장에서 사망했다.
오른쪽에는 영국군 대위 윌리엄 레슬리가 치명상을 입은 채 묘사되어 있다. 레슬리는 전투 중에 사망했고 영국군에 의해 마차에 실려 나중에 미국군에게 빼앗겼다. 러시 역시 1월 4일에 그의 죽음을 알게 되었다. 그는 다음날인 1월 5일에 플러크민 (뉴저지주)에 묻혔다.
배경에는 미국 장군 조지 워싱턴과 벤저민 러시 박사가 등장한다. 머서가 부상당한 후, 워싱턴은 모후드의 병력을 격파하고 전투에서 승리하기 위해 돌격을 이끌어야 했다. 맨 왼쪽에는 미국 장군 토머스 미플린이 기병 돌격을 이끄는 모습이 묘사되어 있다. 미국인 대령 존 캐드월라더와 영국인 대령 에드먼드 에어 또한 묘사되어 있다.

## 다른 버전
트럼불은 이 그림을 수년간 작업하며 여러 개의 스케치와 최종 유화들을 만들었다. 스케치 컬렉션은 프린스턴 대학교 도서관에 소장되어 있다.
1831년에 그려진 대형 버전(72 1⁄4 인치 (184 cm) x 108 인치 (270 cm))은 코네티컷주 하트퍼드에 있는 워즈워스 애서니엄이 소유하고 있다.
예일 대학교 미술관은 또한 미완성 버전인 "The Death of General Mercer at the Battle of Princeton, 3 January 1777"을 소장하고 있으며, 이는  1786c.~ 1788c.년으로 추정된다.

## 갤러리

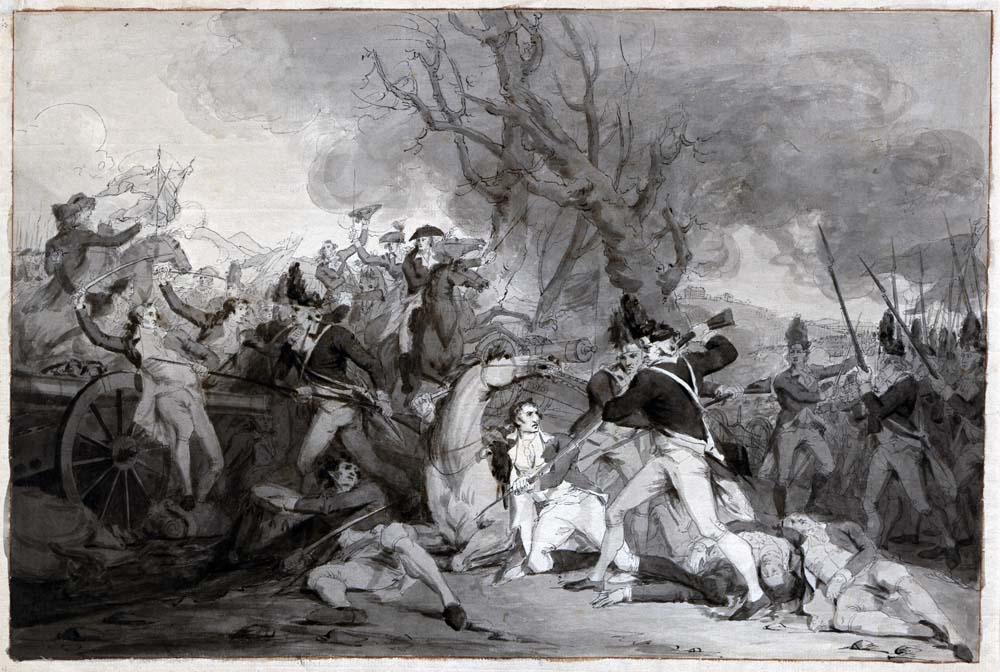
펜과 잉크 워시 스케치, 1786년
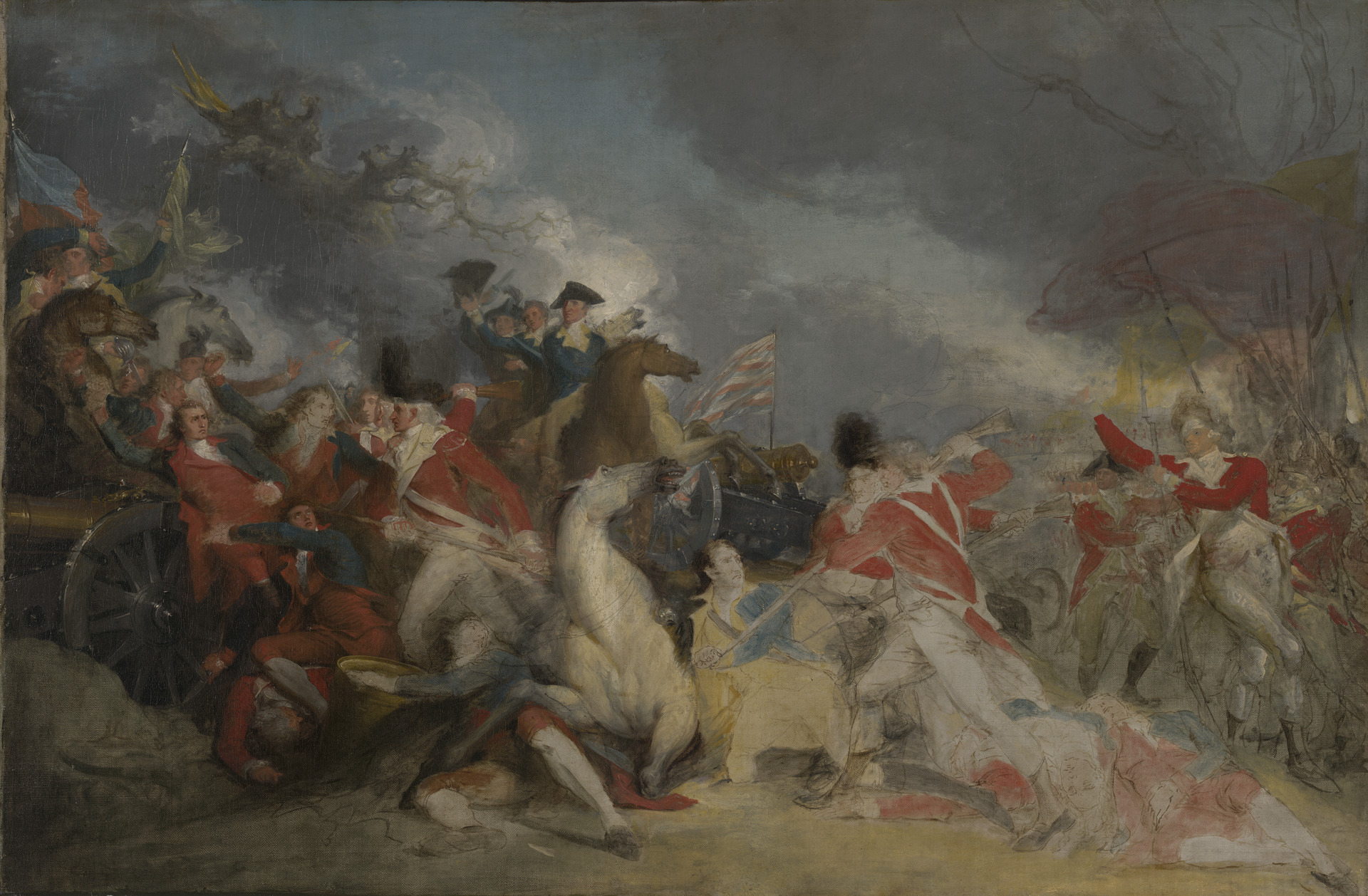
미완성 버전,  1786c.– 1831c.
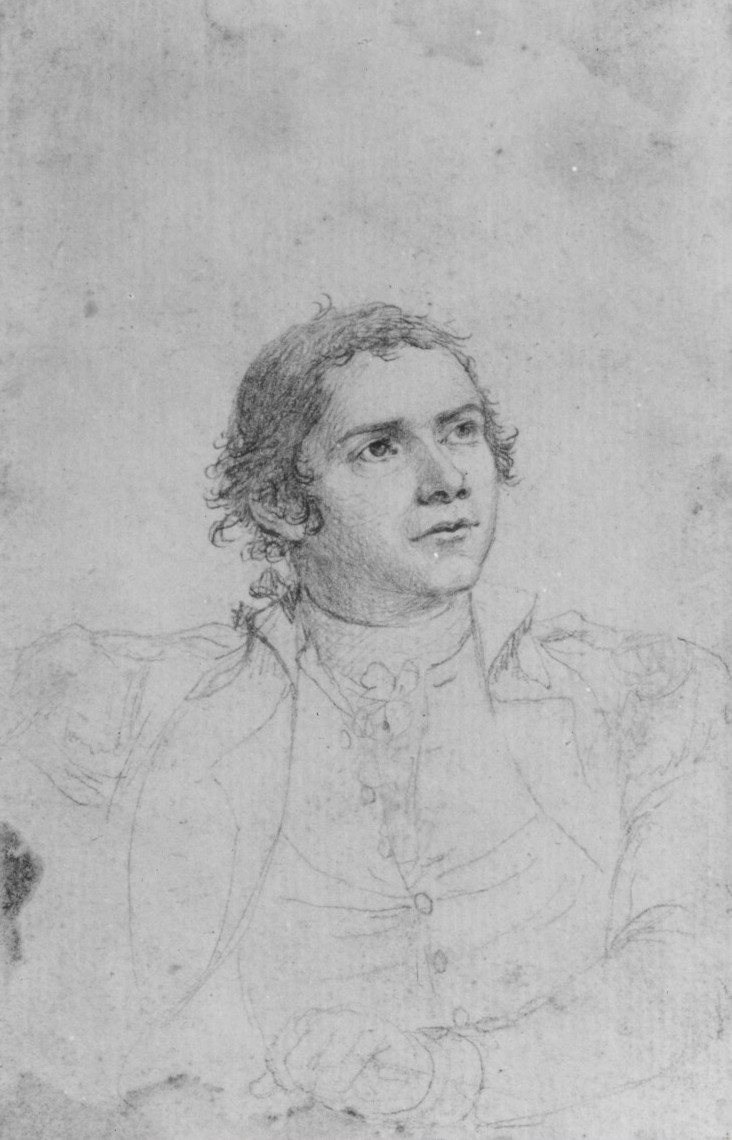
휴 머서 주니어, 스케치, 1791년

## 같이 보기
- 트렌턴 전투

## 내용주
1. ↑  미술 사학자들은 미국인 찰스 턴불 중위로 오인했다.[7]